# PEHA
PEHA ist eine slowakische Pop-Rock-Band, die 1997 in Prešov gegründet wurde. Sie gehört zurzeit zu den erfolgreichsten Popgruppen aus der Slowakei.

## Geschichte

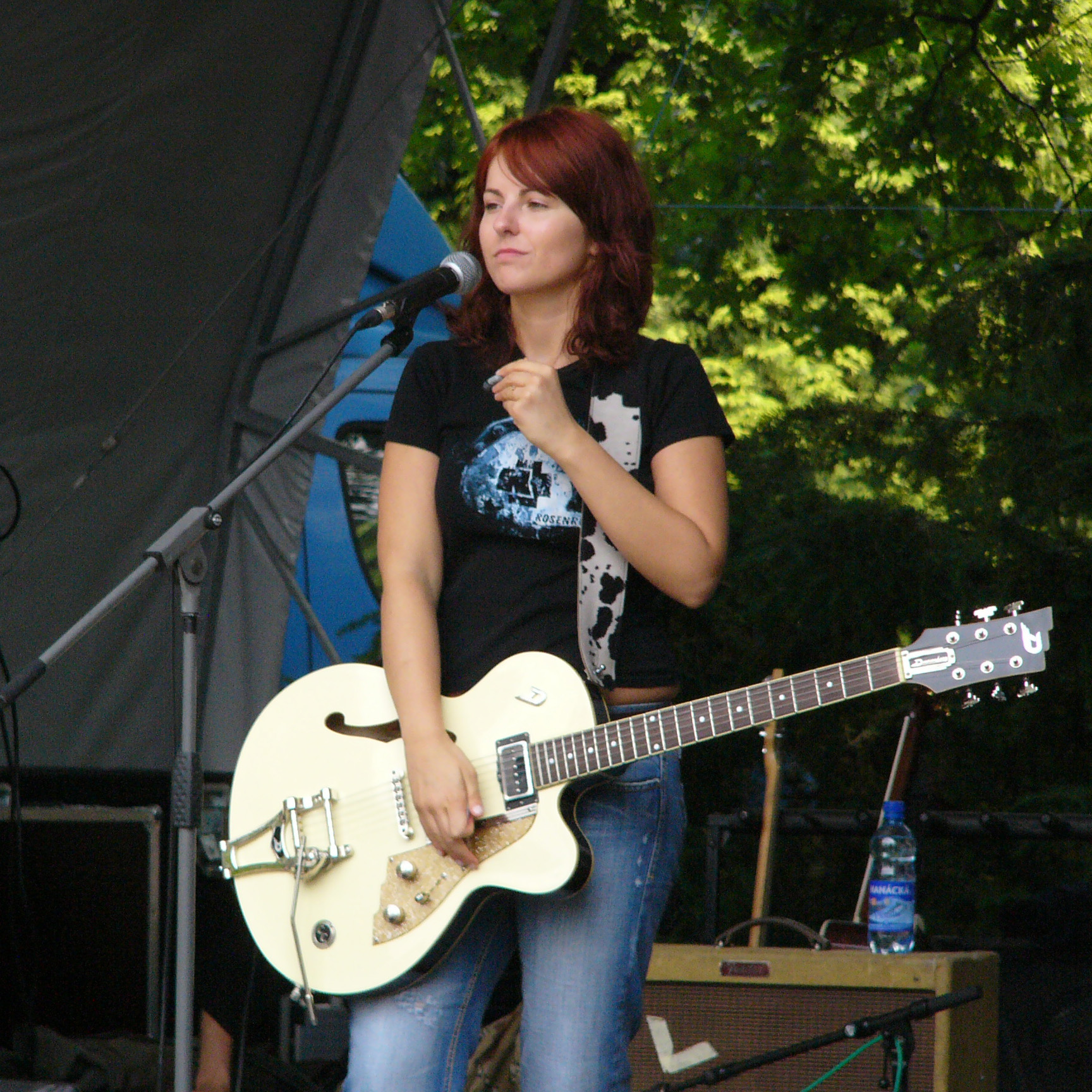
Katarina Knechtová (2007)

Die Popgruppe PEHA wurde von der slowakischen Szene bereits im April 1997 entdeckt. Erste Verbindungen gab es mit der Plattenfirma Škvrna Records. Im Jahre 1997 wurde ein Vertrag mit der Firma Sony Music Bonton unterschrieben. Im Sommer des Jahres 1999 wurde der Titel Diaľkové ovládanie sowohl im Radio als auch im Fernsehen für zwei Monate zum meistgespielten Song in der Slowakei. Einen weiteren Erfolg feierte der Titel To sa Ti len zdá. Im September 1999 wurde schließlich das erste Album Niečo sa chystá veröffentlicht.
Nachdem PEHA im Sommer des Jahres 2000 auf Tournee war, begann sie das zweite Album mit der Bezeichnung Krajinou vorzubereiten, welches im Frühling 2001 herausgegeben wurde. Die erste Singleauskoppelung daraus war der Song Hlava vinná, telo nevinné. In diesem Jahr bekam Katarína Knechtová die Auszeichnung Aurel 2001 in der Kategorie „Beste Sängerin“.
Im Jahr 2003 wurde das dritte Album Experiment mit den Singleauskoppelungen Naoko spím, Len tak ísť, Hypnotická und Slnečná balada veröffentlicht. Daraufhin ging PEHA mit der tschechischen Popgruppe Chinaski auf Tournee.
Das nächste Album Deň medzi nedeľou a pondelkom erschien im Jahre 2005 und wurde bereits mit der Plattenfirma Universal Music produziert. Die erste Singleauskoppelung Za tebou gewann die Auszeichnung Aurel 2005 in gleich vier Kategorien: „Beste Sängerin“, „Bester Song“, „Bestes Album“ sowie „Beste Popgruppe“. Das Album selbst wurde für den Verkauf in der Slowakei mit Platin und in Tschechien mit Gold gewürdigt.
Im November 2006 war PEHA mit der tschechischen Popgruppe Kryštof auf Rubikon-Tour unterwegs. Der Tournee ging die Veröffentlichung eines „Best of“-Albums bei der ehemaligen Plattenfirma Sony BMG voraus. Die Tour gipfelte am 9. Dezember 2006 bei einem Konzert in der Prager T-Mobile Arena vor mehr als 9000 Zuschauern.
Ende 2006 kam schließlich die Ballade Spomal’ als Singleauskoppelung aus dem Album Deň medzi nedeľou a pondelkom in die Charts und war insgesamt zehn Wochen die Nummer eins in der offiziellen tschechischen Hitparade (davon neun Wochen hintereinander). Anfang 2007 bekam das Album im tschechischen Lande Dreifachplatin für den Verkauf von mehr als 30.000 Stück.
Inzwischen rotiert im tschechischen Radio die vierte Singleauskoppelung aus Deň medzi nedeľou a pondelkom mit der Bezeichnung Renesancia.

## Diskografie
Alben
- 1999 Niečo sa chystá
- 2001 Krajinou
- 2003 Experiment
- 2005 Deň medzi nedeľou a pondelkom
- 2006 Best Of